# 캘리포니아 아동 배우법
캘리포니아 아동 배우법(California Child Actor's Bill), 일명 쿠건법(Coogan Act)은 어린이 배우에게 적용되는 법률로, 성년이 될 때까지 수입의 일부를 보호하고 착취와 학대로부터 보호하기 위해 만들어졌다.
이 법안은 성공한 아역 배우로서 수백만 달러를 벌었으나 성인이 된 후 어머니와 의붓아버지가 거의 모든 돈을 써버렸다는 사실을 알게 된 재키 쿠건의 사례를 계기로 1939년 캘리포니아주에서 제정되었다. 이후 몇 차례 개정되었으며 가장 최근에는 2019년 12월 7일에 개정되었다. 현재 이 법에 따르면 계약을 통해 벌어들인 수입과 축적된 돈은 미성년자의 단독 법적 재산으로 남게 된다. 고용주는 수입의 15%를 신탁 계좌(일명 쿠건 계좌)에 적립해야 하며, 학업, 근무 시간, 휴식 시간 등과 관련된 사항도 법으로 규정하고 있다.
현행법은 캘리포니아 가족법 제6750-53조와 캘리포니아 노동법 제1700.37조에 성문화되어 있다. 이 법에 따르면 계약 당사자들은 법원에 연예 계약의 승인을 청구할 수 있으며, 법원이 승인할 경우 다소 다른 규칙이 적용된다. 가장 중요한 점은 미성년자가 통상적으로 가지고 있는 계약 취소권을 행사할 수 없다는 것이다.
이후 개정을 통해 법원이 승인할 수 있는 미성년자 연예 계약의 범위가 확대되어 "배우, 무용수, 음악가, 코미디언, 가수 또는 기타 공연자나 연예인, 작가, 감독, 제작자, 제작 임원, 안무가, 작곡가, 지휘자, 디자이너"로서 용역을 제공하는 계약도 포함하게 되었다. 현행법에서는 지적 재산권 이전과 관련된 계약도 법원의 승인 대상이 될 수 있다. 2024년 9월, 개빈 뉴섬 캘리포니아 주지사는 이 법의 적용 범위를 아동 소셜 미디어 콘텐츠 제작자까지 확대하는 법안에 서명했다.